# I Loved a Woman
I Loved a Woman ist ein US-amerikanischer Spielfilm aus dem Jahr 1933 mit Edward G. Robinson und Kay Francis in den Hauptrollen.

## Handlung
John Hayden ist in seiner Jugend ein idealistischer Mann, der gerne Künstler werden möchte. Die Umstände zwingen ihn, als Fleischhändler seinen Lebensunterhalt zu verdienen. Er steigt rasch zu einem der Fleischbarone von Chicago auf und wird berüchtigt für seine skrupellose Art, Geschäfte zu machen. Seine Frau Martha ist eine ambitionierte Frau, die unter allen Umständen in die bessere Gesellschaft aufsteigen will. Sie kümmert sich nicht um die emotionalen Wünsche von John und vernachlässigt ihre ehelichen Pflichten. Der frustrierte John trifft auf die Cabaretsängerin Laura McDonald. Laura nimmt bei John ein Darlehen auf, um in Europa Gesang zu studieren. Was als außerehelicher Flirt begann, wird für John bald die große Liebe. Er will Laura heiraten, die jedoch ablehnt. In der Zwischenzeit wird Martha misstrauisch und lässt John beobachten. Sie findet heraus, dass er sie nicht nur betrügt, sondern auch Fleisch von minderer Qualität an die US-Army liefert. Sie erpresst John und am Ende verliert dieser alles: seinen Reichtum, seine Stellung, seine Ehe und seine große Liebe Laura. John begibt sich nach Griechenland, und das Ende des Films lässt eine positive Zukunft für ihn erahnen.

## Hintergrund
Ursprünglich ging der Film im Juni 1933 unter dem Titel Red Meat in Produktion. Der Charakter von Laura wird durchaus positiv gezeichnet. Sie ist weder amoralische Verführerin noch geldgierige Goldgräberin. Als John Laura vorhält, auch andere Männer zu treffen, antwortet Laura selbstbewusst:

„Du hast nichts verloren, weil Du nie der einzige warst. Ich versuche, ehrlich zu Dir zu sein. Es war mir immer egal, wie viele Liebschaften Du neben mir hattest.“

Kay Francis war unmittelbar nach ihrem Wechsel von Paramount zu Warner Brothers im Jahr 1932 zu einer beliebten Darstellerin von unabhängigen, selbstbewussten Frauen aufgestiegen, die für ihre Liebe kämpfen und sich nicht den gängigen Moralvorstellungen unterwerfen. Seit ihrem Debüt in Man Wanted war Francis immer als Star, also über dem Titel angekündigt worden. In I Loved A Woman beabsichtigte das Studio nun, sie lediglich als „featured player“, mithin unter dem Titel, anzukündigen. Francis empfand es als weitere Zurücksetzung, weniger Szenen zugestanden zu bekommen als Edward G. Robinson. Sogar Genevieve Tobin sollte zunächst länger auf der Leinwand zu sehen sein als Francis. Erst nach etlichen Streitereien willigte Francis schließlich ein, die Rolle zu übernehmen. Die Dreharbeiten verliefen dementsprechend wenig harmonisch. Hinzu kam der Größenunterschied zwischen den beiden Schauspielern von fast 10 Zentimetern, der es nötig machte, Robinson in einigen Szenen auf eine Kiste zu stellen, um ihn auf Augenhöhe mit Francis zu bekommen.
Für Francis war der Film tatsächlich der Beginn einer langen Durststrecke, in deren Verlauf das Studio sie hauptsächlich mit Rollen in billig hergestellten Routineproduktionen besetzte, die zuvor von anderen Stars wie Ruth Chatterton und Barbara Stanwyck abgelehnt worden waren. Erst der Erfolg von Living on Velvet verhalf Francis zu erneuter Popularität.

## Kinoauswertung
Die Produktionskosten lagen bei 338.000 US-Dollar, was jedoch eher dem Umstand geschuldet war, dass Edward G. Robinson die Hauptrolle spielte als der Gegenwart von Kay Francis. An der Kinokasse erwies er sich als wenig populär und spielte in den USA nur 381.000 US-Dollar ein. Dazu kamen weitere 168.000 US-Dollar aus dem Ausland, was ein Gesamtergebnis von 549.000 US-Dollar ergab.

## Quelle
- Scott O’Brien: Kay Francis. I Can’t Wait to be Forgotten – Her Life von Film and Stage. ISBN 1-59393-036-4